# آزی‌بام
آزی‌بام (انگلیسی: AussieBum) شرکت تجهیزات ورزشی و پوشاک استرالیایی است، که در سال ۲۰۰۱ توسط شان اشبی تأسیس شد.